# اللواء 9 مشاة ميكا (اليمن)
اللواء 9 مشاة ميكا (حرس جمهوري) هو لواء مشاة ميكانيك يمني يتبع المنطقة العسكرية السابعة ويتمركز في مدينة ذمار. كان يتبع قوات الحرس الجمهوري اليمني.

## قادة اللواء
| # | الاسم           | بداية | نهاية | ملاحظة |
| - | --------------- | ----- | ----- | ------ |
| 1 |                 |       |       |        |
|   | إبراهيم الجايفي |       |       |        |